# Henrique Santos (ator)
Henrique Santos (15 de março de 1913 — 15 de abril de 2000), foi um ator, dramaturgo e empresário português.

## Biografia
Foi descrito por Rogério Paulo como o ator que "mais foi chamado a substituir os grandes comediantes portugueses". Trabalhou em grandes companhias teatrais como a Companhia Rey Colaço-Robles Monteiro, Companhia Teatro Alegre, Comediantes de Lisboa, entre outras.
Fundou duas companhias de teatro em Angola e Moçambique. Participou também em várias telenovelas, séries de tv e cinema.

## Filmografia
| Ano  | Filme                           | Personagem    | Referências |
| ---- | ------------------------------- | ------------- | ----------- |
| 1954 | Quando o Mar Galgou a Terra     | -             | [ 3 ]       |
| 1962 | Um Dia de Vida                  | Dono da Boîte | [ 3 ]       |
| 1964 | Aqui Há Fantasmas               | Dr. Branco    | [ 3 ]       |
| 1978 | A Recompensa                    | Avô João      | [ 3 ]       |
| 1981 | Antes a Sorte Que Tal Morte     | Frei Januário | [ 3 ]       |
| 1983 | A Barca do Inferno              | Frade         | [ 3 ]       |
| 1998 | Vasco Santana - O Bom Português | -             | [ 3 ]       |